# Allenia fusca
Az Allenia fusca a madarak osztályának verébalakúak (Passeriformes) rendjéhez és a gezerigófélék (Mimidae) családjához tartozó Allenia nem egyetlen faja.

## Rendszerezése
A fajt Philipp Ludwig Statius Müller német zoológus írta le 1776-ban, a Muscicapa nembe Muscicapa fusca néven. Sorolták a Margarops nembe Margarops fuscus néven is.

## Alfajai
- Allenia fusca hypenema (Buden, 1993) - Antigua és Barbuda, Sint Eustatius, Saba, Saint-Barthélemy, Saint Kitts és Nevis, Guadeloupe és Montserrat
- Allenia fusca fusca (Statius Muller, 1776) - a Dominikai Közösség, Martinique és Grenada
- Allenia fusca atlantica (Buden, 1993) - Barbados
- Allenia fusca schwartzi (Buden, 1993) - Saint Lucia
- Allenia fusca vincenti (A. W. Kratter & Garrido, 1996) - Saint Vincent és a Grenadine-szigetek [2]

## Előfordulása
A Kis-Antillákhoz tartozó, Antigua és Barbuda, Barbados, Bonaire, Sint Eustatius, Saba, a Dominikai Közösség, Grenada, Guadeloupe, Martinique, Montserrat, Saint-Barthélemy, Saint Kitts és Nevis, Saint Lucia és Saint Vincent és a Grenadine-szigetek területén honos. 
Természetes élőhelyei a szubtrópusi vagy trópusi síkvidéki esőerdők, száraz erdők és cserjések, valamint másodlagos erdők. Állandó, nem vonuló faj.

## Megjelenése
Testhossza 23 centiméter, testtömege 53–98 gramm.

## Életmódja
Mindenevő, ízeltlábúakkal, gyümölcsökkel és bogyókkal táplálkozik.

## Természetvédelmi helyzete
Az elterjedési területe elég kicsi, egyedszáma ismeretlen, de még nem éri el a kritikus szintet. A Természetvédelmi Világszövetség Vörös listáján nem fenyegetett fajként szerepel.